# Plectranthus fasciculatus
Plectranthus fasciculatus là một loài thực vật có hoa trong họ Hoa môi. Loài này được P.I.Forst. miêu tả khoa học đầu tiên năm 1998 publ. 1999.